# CAC Small
Il CAC Small è un indice azionario usato dalla Borsa di Parigi (Euronext Paris).
Il CAC Small rappresenta un numero variabile di società quotate per capitalizzazione azionaria dopo quelle inserite nel CAC 40, nel CAC Next 20 e nel CAC Mid 60.
L'insieme di CAC Mid 60 e CAC Small compone il CAC Mid & Small; e l'insieme di CAC 40, CAC Next 20, CAC Mid 60 e CAC Small compone il CAC All-Tradable.
L'indice CAC Small ha sostituito il CAC Small 90 a partire dal 21 marzo 2011; il CAC Small 90 rappresentava le 90 società quotate per capitalizzazione azionaria dopo quelle inserite nel CAC 40, nel CAC Next 20 e nel CAC Mid 100.

## Aziende
Le 202 aziende del CAC Small al 7 giugno 2018
1. A.S.T. GROUPE
2. AB SCIENCE
3. ABC ARBITRAGE
4. ABEO
5. ABIVAX
6. ACANTHE DEV.
7. ACTEOS
8. ACTIA GROUP
9. ADL PARTNER
10. ADOCIA
11. ADUX
12. ADVENIS
13. ADVICENNE
14. AFFINE R.E.
15. AFONE PARTICIP.
16. AKKA TECHNOLOGIES
17. AKWEL
18. ALBIOMA
19. ALPES (COMPAGNIE)
20. ALPHA MOS
21. ALTAMIR
22. ALTAREA
23. ALTUR INVEST.
24. AMOEBA
25. AMPLITUDE SURGICAL
26. ANTALIS INTERNATIO
27. ARCHOS
28. ARTPRICE COM
29. ASSYSTEM
30. ATARI
31. ATEME
32. AUBAY
33. AUFEMININ
34. AUREA
35. AURES TECHNOLOGIES
36. AVENIR TELECOM
37. AVIATION LATECOERE
38. AWOX
39. AXWAY SOFTWARE
40. BALYO
41. BASTIDE LE CONFORT
42. BELIER
43. BENETEAU
44. BIGBEN INTERACTIVE
45. BIOM UP SA
46. BOIRON
47. BONDUELLE
48. BOURBON CORP.
49. BOURSE DIRECT
50. BUSINESS ET DECIS.
51. CAPELLI
52. CAST
53. CATANA GROUP
54. CATERING INTL SCES
55. CELLNOVO
56. CERENIS
57. CGG
58. CHARGEURS
59. CIBOX INTER A CTIV
60. CLARANOVA
61. COFACE
62. COHERIS
63. CS (COMM.SYSTEMES)
64. DALET
65. DELTA PLUS GROUP
66. DERICHEBOURG
67. DEVOTEAM
68. DIAGNOSTIC MEDICAL
69. DIRECT ENERGIE
70. DNXCORP
71. DOM SECURITY
72. ECA
73. EGIDE
74. EKINOPS
75. ELECTRO POWER
76. EOS IMAGING
77. ERYTECH PHARMA
78. ESI GROUP
79. ESSO
80. EUROPACORP
81. EXEL INDUSTRIES
82. FERMENTALG
83. FFP
84. FIGEAC AERO
85. FLEURY MICHON
86. FONC. PARIS NORD
87. FRANCAISE ENERGIE
88. GAUMONT
89. GEA GRENOBL.ELECT.
90. GECI INTL
91. GENERIX GROUP FCE
92. GENEURO
93. GENKYOTEX
94. GENOMIC VISION
95. GENSIGHT BIOLOGICS
96. GL EVENTS
97. GPE GROUP PIZZORNO
98. GROUPE CRIT
99. GROUPE FLO
100. GROUPE GORGE
101. GROUPE LDLC
102. GROUPE OPEN
103. GUERBET
104. GUILLEMOT
105. HAULOTTE GROUP
106. HERIGE
107. HF
108. HIGH CO
109. HIPAY GROUP
110. HOPSCOTCH GROUPE
111. INFOTEL
112. INNATE PHARMA
113. INNELEC MULTIMEDIA
114. INSIDE SECURE
115. INTERPARFUMS
116. INVENTIVA
117. IT LINK
118. ITESOFT
119. ITS GROUP
120. JACQUES BOGART
121. JACQUET METAL SCE
122. KAUFMAN ET BROAD
123. KEYRUS
124. LACROIX SA
125. LECTRA
126. LINEDATA SERVICES
127. LISI
128. LNA SANTE
129. LUMIBIRD
130. MAISONS FRANCE
131. MANITOU BF
132. MANUTAN INTL
133. MAUNA KEA TECH
134. MAUREL ET PROM
135. MBWS
136. MCPHY ENERGY
137. MEDASYS
138. MEDIA 6
139. MEDIAWAN
140. MEMSCAP REGPT
141. MERSEN
142. METABOLIC EXPLORER
143. MICROPOLE
144. MND
145. NANOBIOTIX
146. NATUREX
147. NETGEM
148. NICOX
149. OENEO
150. OL GROUPE
151. ONXEO
152. ORAPI
153. ORCHESTRA-PREMAMAN
154. OREGE
155. OSE IMMUNO
156. PARAGON ID
157. PARROT
158. PASSAT
159. PERRIER (GERARD)
160. PHARMAGEST INTER.
161. PIERRE VACANCES
162. PIXIUM VISION
163. PLAST.VAL LOIRE
164. POXEL
165. PRECIA
166. PRODWAYS
167. PROLOGUE
168. PSB INDUSTRIES
169. RECYLEX S.A.
170. RIBER
171. SAFE ORTHOPAEDICS
172. SCBSM
173. SECHE ENVIRONNEM.
174. SEQUANA
175. SERGEFERRARI GROUP
176. SHOWROOMPRIVE
177. SIGNAUX GIROD
178. SMCP
179. SMTPC
180. SOGECLAIR
181. SQLI
182. ST DUPONT
183. STEF
184. STENTYS
185. SUPERSONIC IMAGINE
186. SWORD GROUP
187. SYNERGIE
188. TIVOLY
189. TOUAX
190. TRANSGENE
191. TXCELL
192. U10
193. UNION TECH.INFOR.
194. VALNEVA
195. VILMORIN & CIE
196. VIRBAC
197. VOLTALIA
198. VRANKEN-POMMERY
199. WAVESTONE
200. X-FAB
201. XILAM ANIMATION
202. YMAGIS